# Claude Bonmariage
Claude Bonmariage (Mirwart, 1 februari 1945 – Arville, 22 september 2012) was een Belgisch PS-politicus.
Zijn politieke loopbaan startte als lid van het OCMW in 1977. Hij werd een eerste maal burgemeester van de stad Saint-Hubert in 1991, een tweede maal van na de verkiezingen van 2006 tot aan zijn overlijden. Voor de gemeenteraadsverkiezingen van 2012 had hij zich geen kandidaat meer gesteld. Bij zijn overlijden zetelde hij als raadslid in de provinciale raad van de Belgische provincie Luxemburg. Hij was er tevens vicevoorzitter.
Hij was industrieel ingenieur van opleiding en had een functie in de regie der gebouwen.